# Graffione

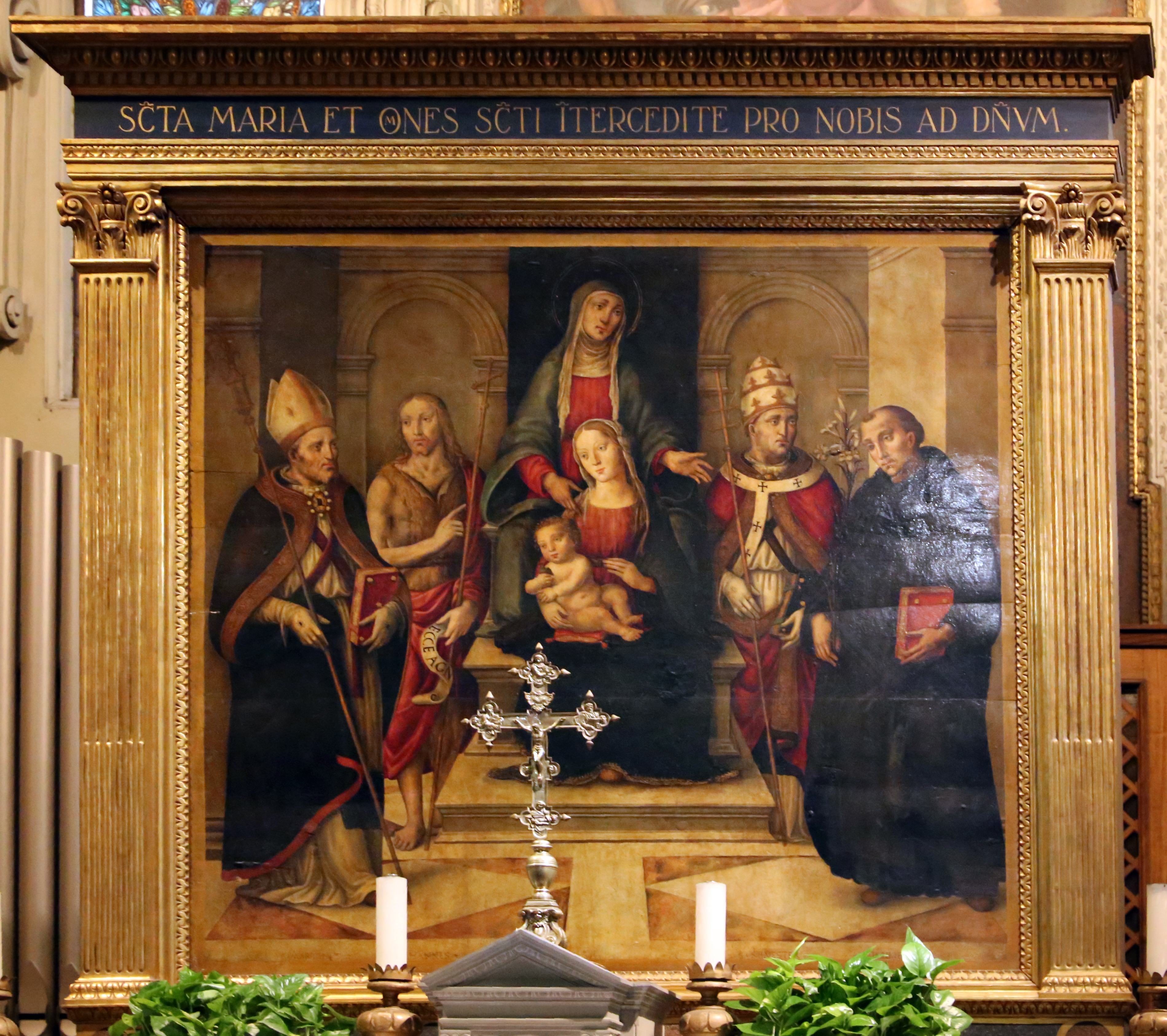
Madonna in trono e santi, 1510 circa, Firenze, Santa Lucia dei Magnoli

Graffione (...) fu un pittore nella Firenze di Lorenzo il Magnifico. Artista stravagante, a detta del Vasari, il Graffione sarebbe stato interpellato dal Magnifico per un grandioso progetto che avrebbe dovuto portare alla completa copertura con stucchi e mosaici dell'interno della cupola del duomo di Firenze.